# インネン
インネンは、長崎県福江市（現・五島市）や南松浦郡に伝わる憑き物。

## 概要
インネンは人間の死霊、生霊、狐を始めとする動物霊、河童、神仏といった人格的な霊的存在であり、人間に憑依して精神異常、内臓疾患、皮膚病などの心身の異常、さらには事業の不振などをもたらすという。これらの霊は憑依した者の血縁者やその家に関係したものであり、供養不足に対する要求や何らかの知らせのために害を成すのだという。
インネンを祓うためにはホウニンと呼ばれる呪術師が必要とされる。ホウニンはインネンを自身に憑依させ、言葉を交わしてインネンの要求を受け入れることで祓除を行なう。ある主婦が腫瘍ができてなかなか治らないため、ホウニンのもとを訪ねてインネンの言葉を聞いたところ、家にいる多数の霊が供養を願っているということだった。この家の地には平氏の末裔が住んでおり、その墓が存在していたという。
またある旅館の経営者が、病気の上に経営不振からホウニンに相談したところ、旅館の古井戸が水質汚染で汚されたために水神が怒って祟りを成したということであった。
インネンによってもたらされる病気は病院などで治療することができるが、病気の根本的な原因となるインネンを祓う以外に完治はあり得ないともいわれている。